# ノルウェージャン・エピック
ノルウェージャン・エピック（Norwegian Epic）、またはノルウィージャン・エピックは、NCL（ノルウェージャン・クルーズ・ライン）が運航しているクルーズ客船。

## 概要
NCL初の超10万トン客船で、2010年6月17日、フランスのSTXヨーロッパ造船サン・ナゼール工場で竣工。NCLではF3プロジェクトとして当初3隻の建造を計画したが、景気後退等の影響で本船のみの建造となった。艤装工事中の5月には火災事故が発生し配線等に被害が出たが、修理が順調に進み予定の期日通り竣工した。
6月24日から7月1日にかけてサウサンプトン～ニューヨーク間の北大西洋横断のデビュークルーズを行い、7月2日にニューヨークで行われた命名式にて、歌手のリーバ・マッキンタイアによって命名され、7月10日よりカリブ海クルーズに就航した。

## 船内設備
客室数は2114室で、全てが海側客室（アウトサイド・キャビン）であり、ブリッジ上の巨大な構造物は専用ダイニング等を備えた高級客室区画となっている。また、上部デッキ中央部のアクア・パークと呼ばれる区画には2つのプールの他、煙突前にウォータースライダーを備える。

## ギャラリー

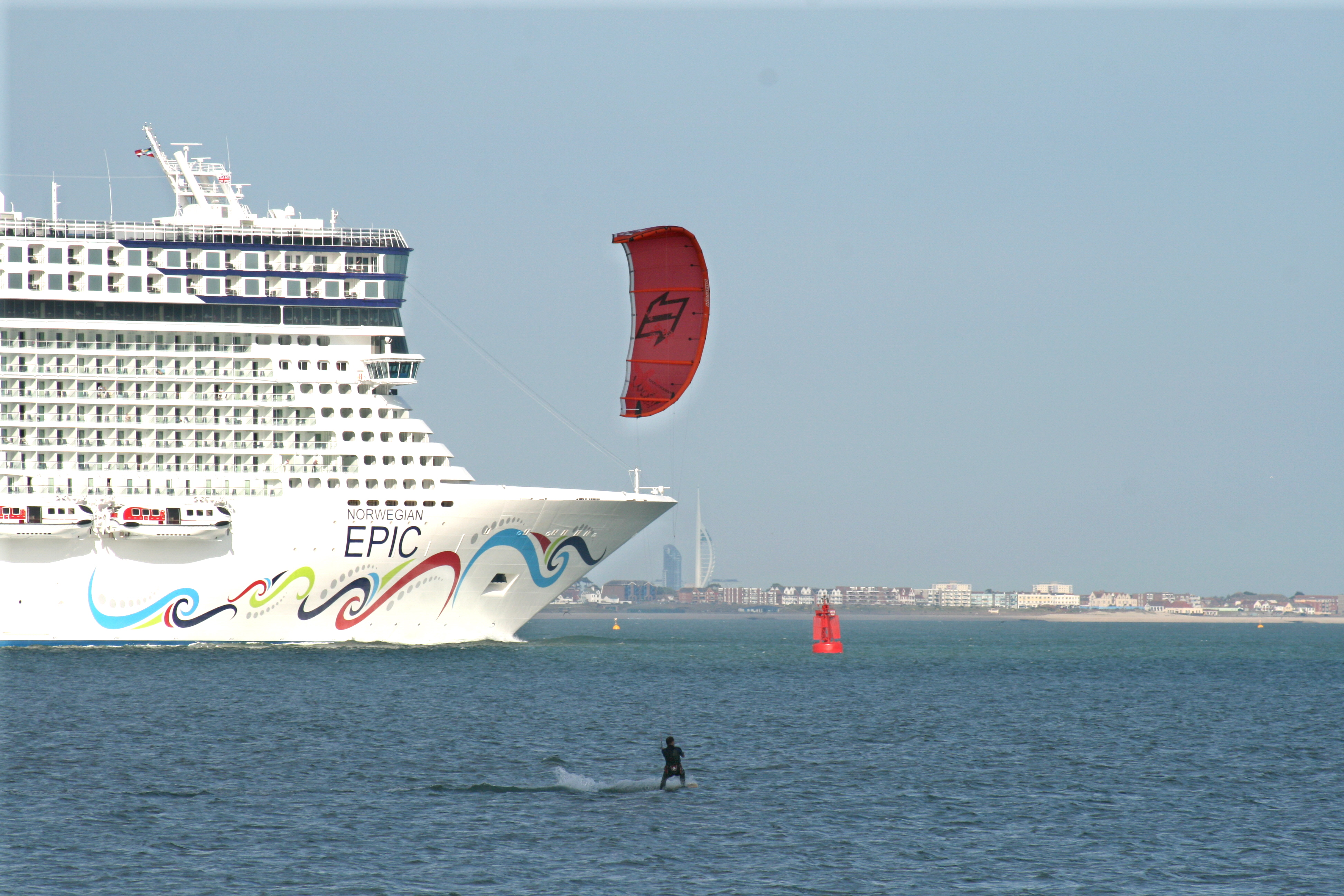
船首部のイラスト
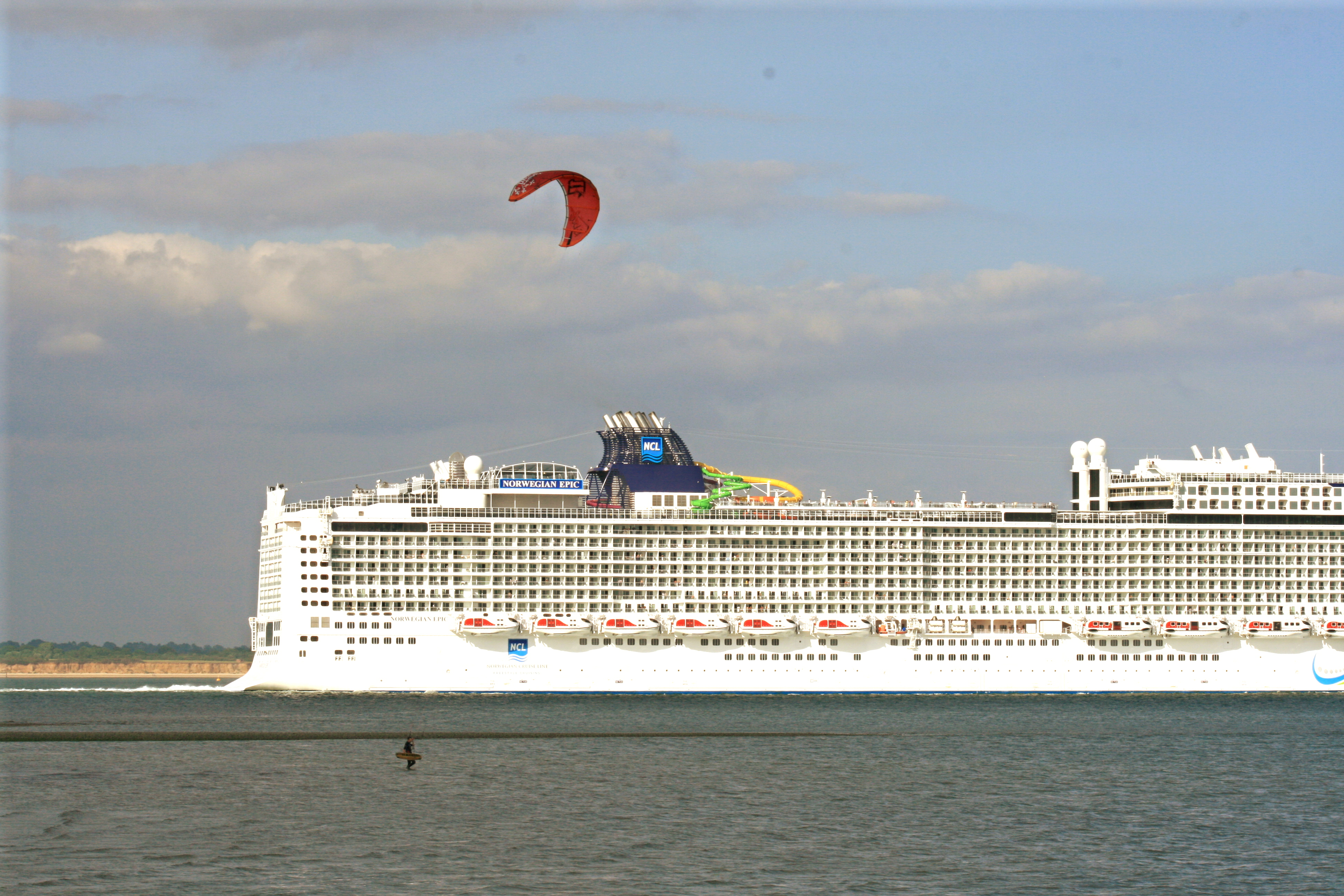
船体中央から船尾
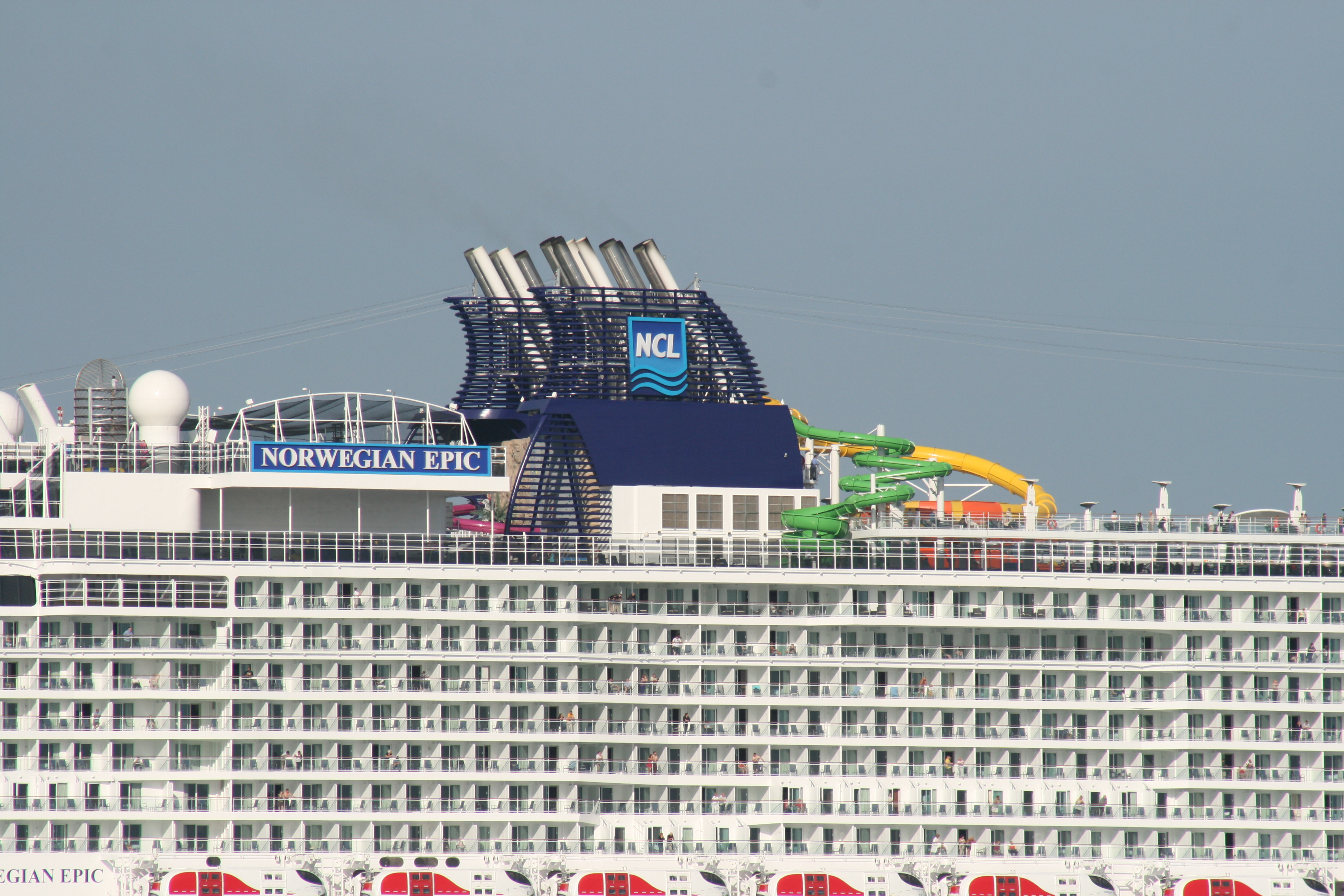
煙突前のウォータースライダー